# Michel Naudo
Pas d'image ? Cliquez ici

a Compétitions nationales et continentales officielles uniquement.

b Matchs officiels uniquement.
Michel Naudo, né le 1er mai 1957 à Perpignan, est un joueur de rugby à XV et de rugby à XIII dans les années 1970 et 1980. Il occupe le poste de centre.
Il rejoint le rugby à XIII et le club de Perpignan, le XIII Catalan, en 1978 avec lequel il remporte la Coupe de France en 1978 et le Championnat de France en 1979. En 1979, il s'engage pour Pia.
Fort de ses performances en club, il est sélectionné à sept reprises en équipe de France en entre 1978 et 1981 et prend part à des victoires prestigieuses contre l'Australie, le Pays de Galles et l'Angleterre, et est sélectionné pour la tournée de 1981.

## Palmarès

### En rugby à XIII
- Collectif :
  - Vainqueur du Championnat de France : 1979 (XIII Catalan).
  - Vainqueur de la Coupe de France : 1978 (XIII Catalan).
  - Finaliste du Championnat de France : 1978 (XIII Catalan).

#### Détails en sélection de rugby à XIII
| 1. | 26 novembre 1978 | Australie        | 13-10 | Test-match     | Centre | 3 | 1 | - | - |
| 2. | 10 décembre 1978 | Australie        | 11-10 | Test-match     | Centre | 3 | 1 | - | - |
| 3. | 24 mars 1979     | Angleterre       | 6-12  | Coupe d'Europe | Centre | - | - | - | - |
| 4. | 26 janvier 1980  | Pays de Galles   | 21-7  | Coupe d'Europe | Centre | - | - | - | - |
| 5. | 31 janvier 1981  | Pays de Galles   | 23-5  | Coupe d'Europe | Centre | - | - | - | - |
| 6. | 21 février 1981  | Angleterre       | 5-1   | Coupe d'Europe | Centre | - | - | - | - |
| 7. | 7 juin 1981      | Nouvelle-Zélande | 3-26  | Test-match     | Centre | 3 | 1 | - | - |